# Генпентаконтасеребротетрадекацерий
Генпентаконтасеребротетрадекацерий — бинарное неорганическое соединение
церия и серебра
с формулой Ag51Ce14,
кристаллы.

## Получение
- Сплавление стехиометрических количеств чистых веществ:

{\displaystyle {\mathsf {14Ce+51Ag\ {\xrightarrow {1040^{o}C}}\ Ag_{51}Ce_{14}}}}

## Физические свойства
Генпентаконтасеребротетрадекацерий образует кристаллы
гексагональной сингонии, пространственная группа P 6/m, параметры ячейки a = 1,2883 нм, c = 0,9455 нм, Z = 1,
структура типа тетрадекагадолинийгенпентаконтасеребра Gd14Ag51
.
Соединение конгруэнтно плавится при температуре 1040°C  (1041°C , 1034°C )
и имеет область гомогенности 22÷27 ат.% церия.